# Astragalus ophiocarpus
Espèce
Astragalus ophiocarpus est une espèce de plantes à fleurs de la famille des Fabaceae.